# 증기자동차

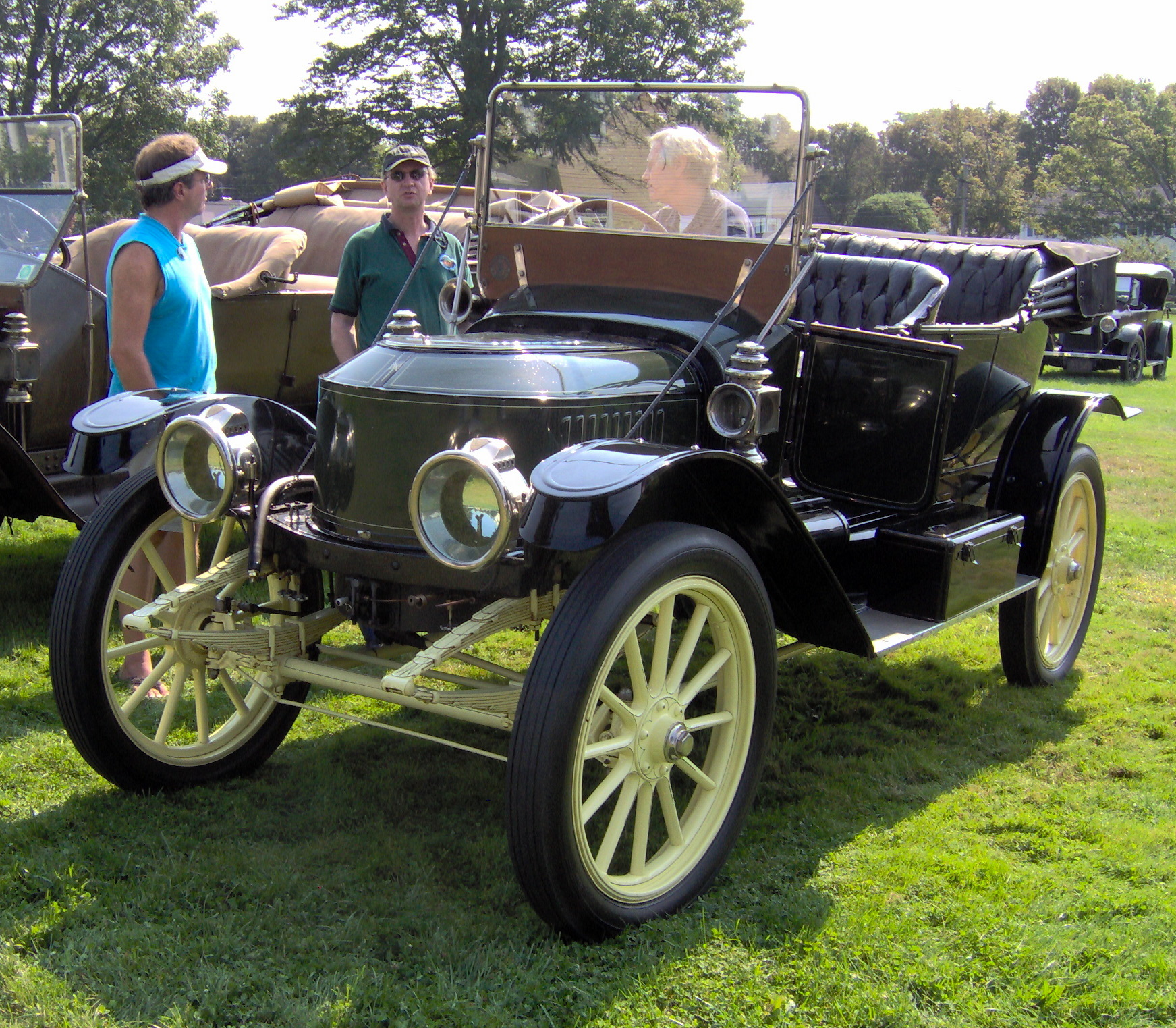
스탠리 스티머 (1912년)

증기자동차(蒸氣自動車, Steam car)는 증기 기관을 이용한 자동차이다. 18세기 후반부터 20세기 초반까지 사용되었다.

## 같이 보기
- 증기 버스